# 熱唱!昭和フォーク
『熱唱!昭和フォーク』は、BS朝日で2015年から定期放送している音楽番組。

## 第1弾
『「いちご白書」から「神田川」まで　昭和フォークの旅　東京・京都・福岡…名曲の故郷を訪ねて』
放送日
- 2015年5月17日（日）

出演
- ブラザーズ5
  - ばんばひろふみ
  - 高山厳
  - 杉田二郎
  - 堀内孝雄
  - 因幡晃

演奏
- 尾崎博志（ギター）
- 和田春彦（キーボード）

VTR出演
- 喜多條忠
- 宗田慎二（チューリップ結成当時のメンバー）
- 姫野達也（チューリップ）
- 清水英司（CDショップの主人）
- 平沼義男（ザ・フォーク・クルセダーズ結成当時のメンバー）
- 品川浩志（うどん屋の主人）

演奏曲
| 曲順 | オリジナル      | 曲名                               | うた                    |
| ---- | --------------- | ---------------------------------- | ----------------------- |
| 1    | 加藤和彦&北山修 | あの素晴しい愛をもう一度（1971年） | ブラザーズ5             |
| 2    | ジローズ        | 戦争を知らない子供たち（1971年）   | 杉田二郎                |
| 3    | アリス          | 秋止符（1979年）                   | 堀内孝雄                |
| 4    | バンバン        | 『いちご白書』をもう一度（1975年） | ばんばひろふみ & 高山厳 |
| 5    | 因幡晃          | わかって下さい（1976年）           | 因幡晃                  |

VTR（本人歌唱）
| 曲順 | 歌手名       | 曲名                             |
| ---- | ------------ | -------------------------------- |
| 1    | 南こうせつ   | 神田川（1973年）                 |
| 2    | チューリップ | 心の旅（1973年）                 |
| 3    | 長渕剛       | 巡恋歌（1978年）                 |
| 4    | アリス       | 遠くで汽笛を聞きながら（1976年） |
| 5    | 荒井由実     | あの日にかえりたい（1975年）     |

## 第2弾
『「なごり雪」から「結婚しようよ」まで　昭和フォークの旅　熱唱！伝説の名曲集』
放送日
- 2015年11月15日（日）

出演
- ブラザーズ5
  - ばんばひろふみ
  - 高山厳
  - 杉田二郎
  - 堀内孝雄
  - 因幡晃

VTR出演
- 伊勢正三（かぐや姫）

演奏曲
| 曲順 | オリジナル                   | 曲名                   | うた                           |
| ---- | ---------------------------- | ---------------------- | ------------------------------ |
| 1    | チューリップ                 | サボテンの花（1975年） | ブラザーズ5                    |
| 2    | アリス                       | 冬の稲妻（1977年）     | 杉田二郎 & 堀内孝雄            |
| 3    | 吉田拓郎                     | 結婚しようよ（1972年） | ばんばひろふみ & 高山厳        |
| 4    | はしだのりひことシューベルツ | 風（1969年）           | ばんばひろふみ×杉田二郎×因幡晃 |
| 5    | ボブ・ディラン               | 風に吹かれて（1963年） | ブラザーズ5                    |

VTR（本人歌唱）
| 曲順 | 歌手名 | 曲名                       | 映像                                   |
| ---- | ------ | -------------------------- | -------------------------------------- |
| 1    | イルカ | なごり雪（1975年）         | FFA「ベスト・フォーク 33曲 Vol.1」より |
| 2    | 猫     | 雪（1972年）               | FFA「ベスト・フォーク 33曲 Vol.1」より |
| 3    | りりィ | 私は泣いています（1974年） | FFA「ベスト・フォーク 33曲 Vol.1」より |

## 第3弾
『熱唱！昭和フォーク３　「卒業写真」から中央線フォークまで一挙お届け！伝説の名曲集』
放送日
- 2016年3月20日（日）

演奏曲
| 曲順 | オリジナル                 | 曲名                           | うた                           |
| ---- | -------------------------- | ------------------------------ | ------------------------------ |
| 1    | 赤い鳥                     | 翼をください（1971年）         | ブラザーズ5                    |
| 2    | ハイ・ファイ・セット       | 冷たい雨（1976年）             | 高山厳 & ばんばひろふみ        |
| 3    | 山口百恵                   | いい日旅立ち（1978年）         | 因幡晃 & 堀内孝雄              |
| 4    | ザ・フォーク・クルセダーズ | 悲しくてやりきれない（1968年） | ばんばひろふみ×杉田二郎×因幡晃 |
| 5    | 高田渡                     | 自転車にのって（1971年）       | 高山厳×杉田二郎×因幡晃         |
| 6    | 河島英五                   | 酒と泪と男と女（1976年）       | ばんばひろふみ×堀内孝雄        |
| 7    | ザ・リガニーズ             | 花はどこへ行った（1966年）     | ブラザーズ5                    |
| 8    | ブラザーズ5                | この街で（2014年）             | ブラザーズ5                    |

VTR（本人歌唱）
| 曲順 | 歌手名   | 曲名               |
| ---- | -------- | ------------------ |
| 1    | 山本潤子 | 卒業写真（1975年） |
| 2    | 高田渡   | 生活の柄（1971年） |

## 第4弾
『熱唱！昭和フォーク４　あの素晴らしい愛をもう一度！サボテンの花！～珠玉のラブソング特選集～』
放送日
- 2016年4月17日（日）

出演
- ブラザーズ5
  - ばんばひろふみ
  - 高山厳
  - 杉田二郎
  - 堀内孝雄
  - 因幡晃

演奏曲
| 曲順 | オリジナル                 | 曲名                                      | うた                    |
| ---- | -------------------------- | ----------------------------------------- | ----------------------- |
| 1    | シモンズ                   | 恋人もいないのに（1971年）                | ばんばひろふみ & 高山厳 |
| 2    | 加藤和彦&北山修            | あの素晴しい愛をもう一度（1971年）        | ブラザーズ5             |
| 3    | 五つの赤い風船             | 遠い世界に（1969年）                      | ブラザーズ5             |
| 4    | アリス                     | 秋止符（1979年）                          | 堀内孝雄                |
| 5    | ブレッド                   | If（2015年）                              | 高山厳 & 因幡晃         |
| 6    | 海援隊                     | 贈る言葉（1979年）                        | 高山厳 & 堀内孝雄       |
| 7    | 上條恒彦&六文銭            | 出発の歌 -失なわれた時を求めて-（1971年） | ブラザーズ5             |
| 8    | ザ・ブロードサイド・フォー | 若者たち（1966年）                        | ブラザーズ5             |

## 第5弾
『熱唱！昭和フォーク５　この広い野原いっぱい！あの日にかえりたい～女性シンガー懐かしの名曲集～』
放送日
- 2016年6月19日（日）

出演
- ブラザーズ5
  - ばんばひろふみ
  - 高山厳
  - 杉田二郎
  - 堀内孝雄
  - 因幡晃

スペシャルゲスト
- 田中ユミ（シモンズ）

演奏曲
| 曲順 | オリジナル                     | 曲名                       | うた                             |
| ---- | ------------------------------ | -------------------------- | -------------------------------- |
| 1    | イルカ                         | なごり雪（1975年）         | 杉田二郎 & 因幡晃                |
| 2    | シモンズ                       | 恋人もいないのに（1971年） | ばんばひろふみ×田中ユミ×高山厳   |
| 3    | はしだのりひことクライマックス | 花嫁（1971年）             | ブラザーズ5                      |
| 4    | ベッツィ&クリス                | 白い色は恋人の色（1969年） | 高山厳 & ばんばひろふみ          |
| 5    | ピーター・ポール&マリー        | 天使のハンマー（1962年）   | ばんばひろふみ×田中ユミ×杉田二郎 |
| 6    | シモンズ                       | おくれて来た少女（1972年） | 杉田二郎 & 田中ユミ              |

## 第6弾
『熱唱！昭和フォーク６　「戦争を知らない子供たち」から「『いちご白書』をもう一度」まで～ブラザーズ５　プレミアムライブ～』
放送日
- 2016年10月16日（日）

## 第7弾
『熱唱！昭和フォーク７　拓郎・みゆきからビートルズまで！伝説の名曲スペシャル』
放送日
- 2017年1月15日（日）

出演
- ブラザーズ5
  - ばんばひろふみ
  - 高山厳
  - 杉田二郎
  - 堀内孝雄
  - 因幡晃

VTR出演
- 山田パンダ（かぐや姫）

演奏曲
| 曲順 | オリジナル                     | 曲名                             | うた                           |
| ---- | ------------------------------ | -------------------------------- | ------------------------------ |
| 1    | 中島みゆき                     | 時代（1975年）                   | 高山厳 & 堀内孝雄              |
| 2    | 小坂明子                       | あなた（1973年）                 | 高山厳 & 因幡晃                |
| 3    | 因幡晃                         | わかって下さい（1976年）         | 因幡晃                         |
| 4    | 吉田拓郎                       | 今日までそして明日から（1971年） | ブラザーズ5                    |
| 5    | 山本コウタローとウィークエンド | 岬めぐり（1974年）               | ブラザーズ5                    |
| 6    | かぐや姫                       | 神田川（1973年）                 | ブラザーズ5                    |
| 7    | ザ・ビートルズ                 | Nowhere Man（1965年）            | 高山厳×ばんばひろふみ×堀内孝雄 |
| 8    | ボブ・ディラン                 | 風に吹かれて（1963年）           | ブラザーズ5                    |
| 9    | ザ・ビートルズ                 | Let It Be（1970年）              | ブラザーズ5                    |

## 第8弾
『熱唱！昭和フォーク８　決定版！フォーク名曲ベスト40&アリス大特集』
出演
- ブラザーズ5
  - ばんばひろふみ
  - 高山厳
  - 杉田二郎
  - 堀内孝雄
  - 因幡晃

VTR出演
- 谷村新司（アリス）

演奏曲
| 曲順 | オリジナル   | 曲名                                                                                      | うた              |
| ---- | ------------ | ----------------------------------------------------------------------------------------- | ----------------- |
| 1    | 井上陽水     | 夢の中へ（1973年）                                                                        | 因幡晃            |
| 2    | ガロ         | 学生街の喫茶店（1972年）                                                                  | 高山厳 & 堀内孝雄 |
| 3    | アリス       | 遠くで汽笛を聞きながら（1976年）                                                          | 堀内孝雄          |
| 4    | アリス       | アリス・メドレー - 今はもうだれも（1975年） - 冬の稲妻（1977年） - チャンピオン（1978年） | ブラザーズ5       |
| 5    | チューリップ | 心の旅（1973年）                                                                          | ブラザーズ5       |
| 6    | 泉谷しげる   | 春夏秋冬（1972年）                                                                        | ばんばひろふみ    |
| 7    | 風           | 22才の別れ（1975年）                                                                      | 高山厳 & 杉田二郎 |
| 8    | ジローズ     | マイ・ハート（1968年）                                                                    | ブラザーズ5       |

フォーク名曲　ベスト40
| 順位 | 歌手名                         | 曲名                                   | ジャンル           |
| ---- | ------------------------------ | -------------------------------------- | ------------------ |
| 1位  | 風                             | 22才の別れ（1975年）                   | フォーク           |
| 2位  | バンバン                       | 『いちご白書』をもう一度（1975年）     | フォーク・ロック   |
| 3位  | イルカ                         | なごり雪（1975年）                     | フォーク           |
| 4位  | アリス                         | 遠くで汽笛を聞きながら（1976年）       | フォーク・ロック   |
| 5位  | 中島みゆき                     | 時代（1975年）                         | ニューミュージック |
| 6位  | 河島英五                       | 酒と泪と男と女（1976年）               | J-POP              |
| 7位  | 加藤和彦&北山修                | あの素晴しい愛をもう一度（1971年）     | フォーク           |
| 8位  | かぐや姫                       | 神田川（1973年）                       | フォーク           |
| 9位  | 泉谷しげる                     | 春夏秋冬（1972年）                     | フォーク           |
| 10位 | 吉田拓郎                       | 落陽（1973年）                         | フォーク・ロック   |
| 11位 | 赤い鳥                         | 翼をください（1971年）                 | フォーク           |
| 12位 | ハイ・ファイ・セット           | 卒業写真（1975年）                     | ニューミュージック |
| 13位 | チューリップ                   | 青春の影（1974年）                     | J-POP              |
| 14位 | チューリップ                   | 心の旅（1973年）                       | J-POP              |
| 15位 | シグナル                       | 20歳のめぐり逢い（1975年）             | ニューミュージック |
| 16位 | ジローズ                       | 戦争を知らない子供たち（1971年）       | フォーク           |
| 17位 | 山本コウタローとウィークエンド | 岬めぐり（1974年）                     | フォーク           |
| 18位 | かぐや姫                       | 僕の胸でおやすみ（1973年）             | フォーク           |
| 19位 | 高田渡                         | 生活の柄（1971年）                     | フォーク           |
| 20位 | NSP                            | 夕暮れ時はさびしそう（1974年）         | フォーク           |
| 21位 | チューリップ                   | サボテンの花（1975年）                 | J-POP              |
| 22位 | ガロ                           | 学生街の喫茶店（1972年）               | フォーク・ロック   |
| 23位 | 因幡晃                         | わかって下さい（1976年）               | フォーク           |
| 24位 | 井上陽水                       | 心もよう（1973年）                     | フォーク           |
| 25位 | 風                             | ささやかなこの人生（1976年）           | フォーク・ロック   |
| 26位 | 五つの赤い風船                 | 遠い世界に（1968年）                   | フォーク           |
| 27位 | 西岡恭蔵                       | プカプカ（1972年）                     | フォーク           |
| 28位 | 井上陽水                       | 氷の世界（1973年）                     | ニューミュージック |
| 29位 | イルカ                         | 海岸通（1979年）                       | フォーク           |
| 30位 | 風                             | あの唄はもう唄わないのですか（1975年） | フォーク           |
| 31位 | 井上陽水                       | 夢の中へ（1973年）                     | ニューミュージック |
| 32位 | 太田裕美                       | 木綿のハンカチーフ（1975年）           | ニューミュージック |
| 33位 | ふきのとう                     | 白い冬（1974年）                       | フォーク・ロック   |
| 34位 | 井上陽水                       | 東へ西へ（1972年）                     | フォーク           |
| 35位 | 吉田拓郎                       | 今日までそして明日から（1971年）       | フォーク           |
| 36位 | 村下孝蔵                       | 初恋（1983年）                         | ニューミュージック |
| 37位 | りりィ                         | 私は泣いています（1974年）             | フォーク           |
| 38位 | 友部正人                       | 一本道（1972年）                       | フォーク           |
| 39位 | 加川良                         | 教訓I（1971年）                        | フォーク           |
| 40位 | かまやつひろし                 | 我が良き友よ（1975年）                 | フォーク・ロック   |

## 第9弾
『熱唱！昭和フォーク９　～ギターを抱えた女性シンガー特集～イルカ「なごり雪」豪華コラボ！』
出演
- ブラザーズ5
  - ばんばひろふみ
  - 高山厳
  - 杉田二郎
  - 堀内孝雄

スペシャルゲスト
- イルカ

演奏曲
| 曲順 | オリジナル                   | 曲名                              | うた                      |
| ---- | ---------------------------- | --------------------------------- | ------------------------- |
| 1    | イルカ                       | 海岸通（1979年）                  | イルカ & 杉田二郎         |
| 2    | イルカ                       | なごり雪（1975年）                | イルカ                    |
| 3    | はしだのりひことシューベルツ | 風（1969年）                      | ブラザーズ5 & イルカ      |
| 4    | 加藤和彦                     | 家をつくるなら（1971年）          | ばんばひろふみ & 堀内孝雄 |
| 5    | 堀内孝雄（アリス）           | 君のひとみは10000ボルト（1978年） | ブラザーズ5               |
| 6    | イルカ                       | まあるいいのち（1980年）          | イルカ                    |
| 7    | ビリー・バンバン             | さよならをするために（1972年）    | 高山厳 & 堀内孝雄         |
| 8    | ブラザーズ5                  | 入っておいで この里に（2014年）   | ブラザーズ5               |

女性フォークシンガー名曲 ベスト10
| 順位         | 歌手名          | 曲名                           | ジャンル           |
| ------------ | --------------- | ------------------------------ | ------------------ |
| 1位          | イルカ          | なごり雪（1975年）             | フォーク           |
| 2位          | 中島みゆき      | 時代（1975年）                 | ニューミュージック |
| 3位          | 森山良子        | この広い野原いっぱい（1967年） | フォーク           |
| 4位          | りりィ          | 私は泣いています（1974年）     | フォーク           |
| 5位          | 紙ふうせん      | 冬が来る前に（1977年）         | フォーク           |
| 6位          | トワ・エ・モワ  | 或る日突然（1969年）           | フォーク           |
| 7位          | イルカ          | 海岸通（1979年）               | フォーク           |
| 8位          | ベッツィ&クリス | 白い色は恋人の色（1969年）     | フォーク           |
| 9位          | 赤い鳥          | 翼をください（1971年）         | フォーク           |
| 10位         | 五輪真弓        | 少女（1972年）                 | J-POP              |
| ランキング外 |                 |                                |                    |
| 番外         | 中島みゆき      | 糸（1998年）                   | J-POP              |

VTR（本人歌唱）
| 曲順 | 歌手名         | 曲名                           |
| ---- | -------------- | ------------------------------ |
| 1    | トワ・エ・モワ | 或る日突然（1969年）           |
| 2    | 紙ふうせん     | 冬が来る前に（1977年）         |
| 3    | 森山良子       | この広い野原いっぱい（1967年） |

CM名曲集
| 歌手名             | 曲名                                     | ジャンル           |
| ------------------ | ---------------------------------------- | ------------------ |
| バズ               | ケンとメリー〜愛と風のように〜（1972年） | フォーク           |
| シモンズ           | 明治チェルシーの唄（1971年）             | フォーク           |
| 松山千春           | 季節の中で（1978年）                     | ニューミュージック |
| 斉藤哲夫           | いまのキミはピカピカに光って（1980年）   | J-POP              |
| 世良公則&ツイスト  | 燃えろいい女（1979年）                   | ロック             |
| 堀内孝雄（アリス） | 君のひとみは10000ボルト（1978年）        | ニューミュージック |
| イルカ             | まあるいいのち（1980年）                 | フォーク           |

映画・ドラマ部門 フォーク名曲ベスト10
| 順位 | 歌手名           | 曲名                                              | ジャンル           |
| ---- | ---------------- | ------------------------------------------------- | ------------------ |
| 1位  | 海援隊           | 贈る言葉（1979年）                                | ニューミュージック |
| 2位  | 中村雅俊         | 俺たちの旅（1975年）                              | J-POP              |
| 3位  | さだまさし       | 北の国から 遥かなる大地より〜螢のテーマ（1982年） | ニューミュージック |
| 4位  | 中島みゆき       | 世情（1978年）                                    | J-POP              |
| 5位  | 青い三角定規     | 太陽がくれた季節（1972年）                        | J-POP              |
| 6位  | ゴダイゴ         | ガンダーラ（1978年）                              | ロック             |
| 7位  | ビリー・バンバン | さよならをするために（1972年）                    | J-POP              |
| 8位  | かぐや姫         | 22才の別れ（1984年）                              | フォーク           |
| 9位  | 上條恒彦         | だれかが風の中で（1972年）                        | 歌謡曲             |
| 10位 | グレープ         | 無縁坂（1975年）                                  | フォーク           |

## 第10弾
『熱唱！昭和フォーク１０　かぐや姫・陽水から「木綿のハンカチーフ」まで！太田裕美×ブラザーズ5豪華共演！』
出演
- ブラザーズ5
  - ばんばひろふみ
  - 高山厳
  - 杉田二郎
  - 堀内孝雄
  - 因幡晃

スペシャルゲスト
- 太田裕美

演奏曲
| 曲順 | オリジナル       | 曲名                                   | うた                           |
| ---- | ---------------- | -------------------------------------- | ------------------------------ |
| 1    | かぐや姫         | 神田川（1973年）                       | ブラザーズ5 & 太田裕美         |
| 2    | かぐや姫         | 妹（1974年）                           | 高山厳×ばんばひろふみ×堀内孝雄 |
| 3    | 井上陽水         | いつのまにか少女は（1973年）           | 太田裕美                       |
| 4    | 井上陽水         | 心もよう（1973年）                     | 高山厳×堀内孝雄×因幡晃         |
| 5    | 太田裕美         | 木綿のハンカチーフ（1975年）           | 太田裕美                       |
| 6    | 布施明           | 積木の部屋（1974年）                   | 因幡晃                         |
| 7    | ムッシュかまやつ | 我が良き友よ（1975年）                 | ブラザーズ5                    |
| 8    | なごみーず       | ママはフォークシンガーだった（1986年） | 杉田二郎 & 太田裕美            |

井上陽水　ベスト10
| 順位 | 曲名                         | ジャンル           |
| ---- | ---------------------------- | ------------------ |
| 1位  | 心もよう（1973年）           | フォーク           |
| 2位  | 帰れない二人（1973年）       | フォーク           |
| 3位  | 少年時代（1990年）           | J-POP              |
| 4位  | 東へ西へ（1972年）           | フォーク           |
| 5位  | 人生が二度あれば（1972年）   | フォーク           |
| 6位  | 夢の中へ（1973年）           | ニューミュージック |
| 7位  | いつのまにか少女は（1973年） | フォーク           |
| 8位  | 傘がない（1972年）           | フォーク           |
| 9位  | 氷の世界（1973年）           | ニューミュージック |
| 10位 | 小春おばさん（1973年）       | フォーク・ロック   |

## 第11弾
『熱唱！昭和フォーク１１　初公開！拓郎・陽水の写真＆映像　「旅の宿」「帰れない二人」名曲秘話　小室等×ブラザーズ5豪華共演の永久保存版！』
放送日
- 2018年5月20日

出演
- ブラザーズ5
  - ばんばひろふみ
  - 高山厳
  - 杉田二郎
  - 堀内孝雄
  - 因幡晃

スペシャルゲスト
- 小室等

## 第12弾
『熱唱！昭和フォーク１２　“襟裳岬”“青葉城恋唄”“大阪で生まれた女”一挙お届け！日本全国を名曲でめぐる旅』
放送日
出演
- ブラザーズ5
  - ばんばひろふみ
  - 高山厳
  - 杉田二郎
  - 堀内孝雄
  - 因幡晃

スペシャルゲスト
- 六角精児

演奏曲
| 曲順 | オリジナル                     | 曲名                       | うた                                    |
| ---- | ------------------------------ | -------------------------- | --------------------------------------- |
| 1    | 吉田拓郎                       | 襟裳岬（1974年）           | 高山厳×杉田二郎×因幡晃                  |
| 2    | BORO                           | 大阪で生まれた女（1979年） | 高山厳×ばんばひろふみ×六角精児×堀内孝雄 |
| 3    | さとう宗幸                     | 青葉城恋唄（1978年）       | 堀内孝雄 & 因幡晃                       |
| 4    | かまやつひろし                 | どうにかなるさ（1970年）   | 杉田二郎 & 六角精児                     |
| 5    | 山本コウタローとウィークエンド | 岬めぐり（1974年）         | ブラザーズ5 & 六角精児                  |
| 6    | 中村雅俊                       | 恋人も濡れる街角（1982年） | 堀内孝雄                                |
| 7    | マイ・ペース                   | 東京（1974年）             | ばんばひろふみ & 因幡晃                 |
| 8    | 六角精児バンド                 | ディーゼル（2014年）       | 六角精児                                |

VTR（本人歌唱）
| 曲順 | 歌手名     | 曲名                                     |
| ---- | ---------- | ---------------------------------------- |
| 1    | 加藤登紀子 | 知床旅情（1970年）                       |
| 2    | 高田渡     | 珈琲不唱歌（コーヒーブルース）（1971年） |
| 3    | 狩人       | あずさ2号（1977年）                      |
| 4    | イルカ     | なごり雪（1975年）                       |
| 5    | 森山良子   | さとうきび畑（1969年）                   |

ご当地フォークソング特集
| 歌手名                 | 曲名                                              | ジャンル           |
| 北海道                 | 北海道                                            | 北海道             |
| ---------------------- | ------------------------------------------------- | ------------------ |
| 加藤登紀子             | 知床旅情（1970年）                                | フォーク           |
| 松山千春               | 大空と大地の中で（1977年）                        | ニューミュージック |
| BUZZ                   | ケンとメリー〜愛と風のように〜（1972年）          | フォーク           |
| 森進一                 | 襟裳岬（1974年）                                  | 演歌               |
| トワ・エ・モワ         | 虹と雪のバラード（1971年）                        | フォーク           |
| さだまさし             | 北の国から 遥かなる大地より〜螢のテーマ（1982年） | ニューミュージック |
| 中部・関西             |                                                   |                    |
| 上田正樹               | 悲しい色やね（1982年）                            | ニューミュージック |
| かぐや姫               | 加茂の流れに（1972年）                            | フォーク           |
| 高田渡                 | 珈琲不唱歌（コーヒーブルース）（1971年）          | フォーク           |
| 谷村新司               | 三都物語（1992年）                                | J-POP              |
| BORO                   | 大阪で生まれた女（1979年）                        | J-POP              |
| やしきたかじん         | やっぱ好きやねん（1986年）                        | ポップス           |
| 東北                   |                                                   |                    |
| 吉田拓郎               | 落陽（1973年）                                    | フォーク・ロック   |
| さとう宗幸             | 青葉城恋唄（1978年）                              | フォーク           |
| NSP                    | 夕暮れ時はさびしそう（1974年）                    | フォーク           |
| チェリッシュ           | はつかり号は北国へ（1976年）                      | フォーク           |
| 因幡晃                 | 別涙（1976年）                                    | フォーク           |
| 関東                   |                                                   |                    |
| マイ・ペース           | 東京（1974年）                                    | フォーク           |
| かぐや姫               | 神田川（1973年）                                  | フォーク           |
| 荒井由実               | 中央フリーウェイ（1976年）                        | J-POP              |
| 西島三重子             | 池上線（1976年）                                  | 歌謡曲             |
| バンバン               | 縁切寺（1976年）                                  | フォーク           |
| 中村雅俊               | 恋人も濡れる街角（1982年）                        | ポップス           |
| GARO                   | 学生街の喫茶店（1972年）                          | フォーク・ロック   |
| 中国・四国・九州・沖縄 |                                                   |                    |
| さだまさし             | 案山子（1977年）                                  | ニューミュージック |
| 吉田拓郎               | 唇をかみしめて（1982年）                          | ニューミュージック |
| 海援隊                 | 母に捧げるバラード（1973年）                      | フォーク           |
| 井上陽水               | 少年時代（1990年）                                | J-POP              |
| グレープ               | 精霊流し（1974年）                                | フォーク           |
| イルカ                 | なごり雪（1975年）                                | フォーク           |
| 村下孝蔵               | 初恋（1983年）                                    | ニューミュージック |
| 森山良子               | さとうきび畑（1969年）                            | フォーク           |

鉄道・駅の名曲集
| 歌手名                         | 曲名                             | ジャンル           |
| ------------------------------ | -------------------------------- | ------------------ |
| チューリップ                   | 心の旅（1973年）                 | J-POP              |
| アリス                         | 遠くで汽笛を聞きながら（1976年） | フォーク・ロック   |
| はしだのりひことクライマックス | 花嫁（1971年）                   | フォーク           |
| 井上陽水                       | 東へ西へ（1972年）               | フォーク           |
| 中島みゆき                     | ホームにて（1977年）             | ニューミュージック |
| 狩人                           | あずさ2号（1977年）              | J-POP              |
| 武田鉄矢（海援隊）             | 思えば遠くへ来たもんだ（1978年） | ニューミュージック |
| 猫                             | 各駅停車（1974年）               | ニューミュージック |
| かまやつひろし                 | どうにかなるさ（1970年）         | フォーク           |
| 山本コウタローとウィークエンド | 岬めぐり（1974年）               | フォーク           |

発車メロディー
| 歌手名                         | 曲名                               | ジャンル |
| ------------------------------ | ---------------------------------- | -------- |
| イルカ                         | なごり雪（1975年）                 | フォーク |
| 和田アキ子                     | あの鐘を鳴らすのはあなた（1972年） | 歌謡曲   |
| 渡辺真知子                     | かもめが翔んだ日（1978年）         | J-POP    |
| 山本コウタローとウィークエンド | 岬めぐり（1974年）                 | フォーク |

曲紹介
| 歌手名                         | 曲名                                              | ジャンル           |
| ------------------------------ | ------------------------------------------------- | ------------------ |
| さだまさし                     | 北の国から 遥かなる大地より〜螢のテーマ（1982年） | ニューミュージック |
| BUZZ                           | ケンとメリー〜愛と風のように〜（1972年）          | フォーク           |
| 森進一                         | 襟裳岬（1974年）                                  | 演歌               |
| 吉田拓郎                       | 襟裳岬（1974年）                                  | フォーク           |
| 上田正樹                       | 悲しい色やね（1982年）                            | ニューミュージック |
| やしきたかじん                 | やっぱ好きやねん（1986年）                        | ポップス           |
| BORO                           | 大阪で生まれた女（1979年）                        | J-POP              |
| NSP                            | 夕暮れ時はさびしそう（1974年）                    | フォーク           |
| 吉田拓郎                       | 落陽（1973年）                                    | フォーク・ロック   |
| さとう宗幸                     | 青葉城恋唄（1978年）                              | フォーク           |
| 猫                             | 各駅停車（1974年）                                | ニューミュージック |
| はしだのりひことクライマックス | 花嫁（1971年）                                    | フォーク           |
| アリス                         | 遠くで汽笛を聞きながら（1976年）                  | フォーク・ロック   |
| かまやつひろし                 | どうにかなるさ（1970年）                          | フォーク           |
| 高山厳                         | 池上線（1984年）                                  | 歌謡曲             |
| 西島三重子                     | 池上線（1976年）                                  | 歌謡曲             |
| かぐや姫                       | 神田川（1973年）                                  | フォーク           |
| 荒井由実                       | 中央フリーウェイ（1976年）                        | J-POP              |
| 中村雅俊                       | 恋人も濡れる街角（1982年）                        | ポップス           |
| マイ・ペース                   | 東京（1974年）                                    | フォーク           |
| 海援隊                         | 母に捧げるバラード（1973年）                      | フォーク           |
| 吉田拓郎                       | 唇をかみしめて（1982年）                          | ニューミュージック |
| さだまさし                     | 案山子（1977年）                                  | ニューミュージック |
| イルカ                         | なごり雪（1975年）                                | フォーク           |
| 森山良子                       | さとうきび畑（1969年）                            | フォーク           |